# Реентович, Юлий Маркович
Юлий Маркович Реентович (30 октября (12 ноября) 1914, Тамбов — 16 сентября 1982, Москва) —  советский скрипач. Сын и ученик Марка Реентовича, брат Бориса Реентовича (виолончелист, педагог). Заслуженный артист РСФСР (1958), заслуженный деятель искусств РСФСР (1964), народный артист РСФСР (1976).

## Биография
Окончил Тамбовское музыкальное училище (1931) по классу своего отца и Московскую консерваторию (1935) по классу Абрама Ямпольского, учившегося вместе с Реентовичем-старшим у Леопольда Ауэра. Одновременно с 1931 г. играл в оркестре Большого театра, с 1952 г. его концертмейстер.
Наиболее известен как основатель (1956) и бессменный руководитель Ансамбля скрипачей Большого театра — уникального коллектива, широко концертировавшего по всему миру и получившего высокую оценку специалистов: в частности, Давид Ойстрах отмечал, что «все его участники и в первую очередь руководитель ансамбля, заслуженный деятель искусств РСФСР Юлий Реентович, талантливый музыкант, обладающий исключительным художественным вкусом, — скрипачи высокого класса, для которых, кажется, не существует технических или звуковых трудностей». В то же время Артур Штильман, игравший вместе с Реентовичем как в оркестре, так и в ансамбле, вспоминал, что ансамблевая работа Реентовича была обусловлена его собственной слабой техникой, маскируемой унисонным звучанием ансамбля.
Первая жена — скрипачка Галина Баринова, вторая жена — балерина Наталия Спасовская.
Похоронен на Кунцевском кладбище.